# Teresa Dzieduszycka
Teresa Dzieduszycka (ur. 3 stycznia 1927 we Lwowie, zm. 12 lutego 2017 w Warszawie) – polska tłumaczka oraz publicystka.

## Życiorys
Była córką Włodzimierza Dzieduszyckiego i Wandy Sapiehy (1890–1978), siostrą Katarzyny Dzieduszyckiej-Herbert. Ukończyła polonistykę i romanistykę. W latach 1959–1997 przebywała w Paryżu, gdzie pracowała m.in. w École Pratique des Hautes Études. Była związana ze środowiskiem paryskiej „Kultury”. Publikowała pod nazwiskiem Thérèse Douchy. Tłumaczyła na język francuski i angielski dzieła m.in. Sławomira Mrożka, Brunona Schulza, Gustawa Herlinga-Grudzińskiego i Józefa Czapskiego.
W 1992 otrzymała nagrodę literacką Stowarzyszenia Autorów ZAiKS dla tłumaczy.
Zmarła w Warszawie, pochowana w krypcie rodzinnej w Zarzeczu k. Jarosławia.